# Григор'ївське повстання
Григор'євське повстання (Григор'євський заколот, григор'євщина, травнева військово-політична криза в УСРР) — найбільше повстання проти більшовицької влади в Україні, що виникло після виступу сформованих в Херсонській губернії полків 6-ї Української радянської дивізії Української радянської армії під командуванням Григор'єва. Основні події повстання відбувалися з 7 по 31 травня 1919 року і, разом із діями повсталих військових частин, супроводжувалися низкою антибільшовицьких виступів населення. В кінцевому підсумку, це призвело до радикальної дестабілізації режиму в УСРР («травневої військово-політичної кризи»).

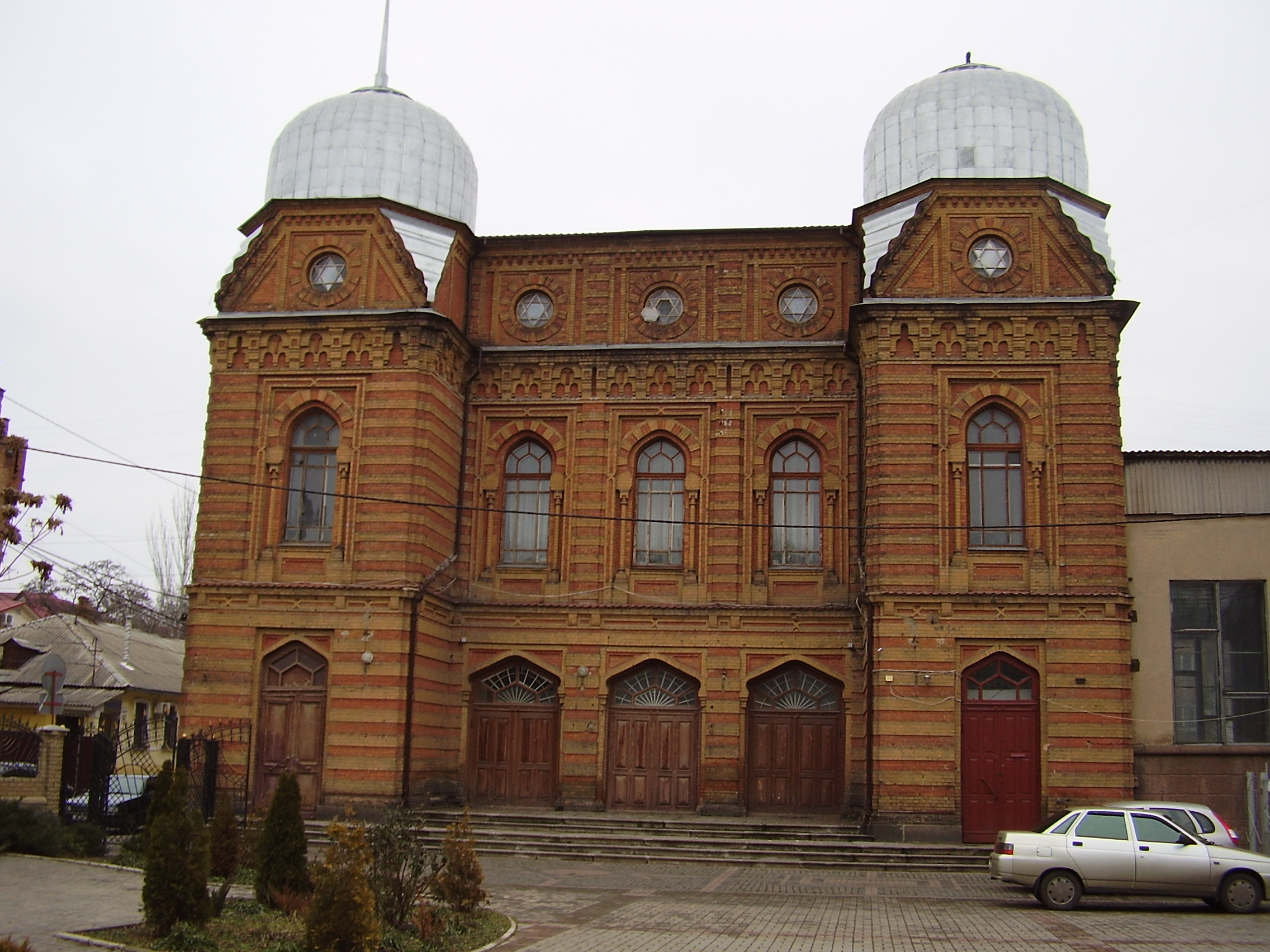
Велика хоральна синагога у Кропивницькому пограбована повстанцями, місце де було вбито найбільшу кількість євреїв міста

Разом із Вешенським повстанням на Дону, травневі події в Україні відіграли ключову роль в розвалі радянського тилу на Південному фронті радянсько-української війни 1917-1921 влітку 1919 року та наступних успіхах Добровольчої армії, а також в зриві планів радянської інтервенції в Південну Європу на допомогу «червоній» Угорщині.

## Передумови повстання
Після падіння Гетьманського уряду, Директорії відновленої Української Народної Республіки не вдалося за короткий час створити стійкі регулярні військові формування. Значна частина армії Директорії УНР складалась з розрізнених напівпартизанських частин, які були сформовані харизматичними українськими отаманами-патріотами, колишніми офіцерами російської імператорської армії, для боротьби з австро-німецькими військами та    військами генерала Скоропадського. Під час наступу більшовицької Червоної армії на Україну взимку 1918—1919 року, повстанські частини масово переходили на бік більшовиків, бувши незадоволені політикою Директорії УНР та приваблені соціальними гаслами радянської влади. Такий же поворот настроїв спостерігався і на селі в цілому. Як правило, повстанські загони, що оголосили про свою радянську орієнтацію, у повному складі, на чолі зі своїми командирами («отаманами», «батьками»), включалися до складу армії Радянської України, номінально отримуючи найменування військової частини. Слід зазначити, що повстанські полки були сформовані за територіальним принципом головним чином із селян-українців, колишніх солдатів та унтер-офіцерів російської імператорської армії, добре навчених та з бойовим досвідом Першої світової війни. Одним з найбільших повстанських з'єднань, включених на початку лютого 1919 р. до складу Української радянської армії, була 6-тисячна Херсонська дивізія армії Директорії УНР, очолювана Никифором Григор'євим, яка отримала назву 1-а бригада Задніпровської Української радянської дивізії, а в квітні 1919 р. за рахунок мобілізованих в місцевих повітах військовиків була переформована в 6-ту Українську радянську дивізію під командуванням того ж таки Григор'єва.
У лютому 1919 частини Григор'єва активно діяли на Півдні України, змусивши французькі і грецькі війська послідовно залишити Херсон, Миколаїв, Одесу. Було здобуто значні трофеї на численних військових складах, що не встигли евакуювати австро-німецькі окупанти та інтервенти країн Антанти (зброя, боєприпаси, спорядження, продовольчі та промислові товари широкого вжитку). Захоплені трофеї стали джерелом роздору між повстанцями та центральними органами радянської влади. Григор'єв та його командири намагались частину так необхідного військового майна залишити у своєму розпорядженні для забезпечення своїх бійців, а також — розплатитися здобутими промисловими товарами з місцевим населенням за контрибуції, які мали місце під час формування повстанських військових частин; більшовицька влада та військове командування вимагало передачі усього захопленого майна в роспорядження тилових управлінь, які ешелонами, на очах у повстанців, вивозили його у Харків, Москву, Петроград.
«Радянські отамани», бувши членами політичних партій, продовжували відігравати не лише військову, а й політичну роль. Представники «махновців» і «григор'ївців» брали участь в регіональних з'їздах рад, виступали перед населенням, підтримували активні контакти з політичними партіями, що знаходилися «на радянській платформі». Григор'єв — з українськими лівими соціалістами (боротьбистами, незалежниками і інш.), Махно — з анархістами.
У березні — квітні 1919 р. прорадянські настрої українського села швидко змінюються. Здійснення заходів політики «воєнного комунізму» (продовольча монополія, продрозкладка, насадження колективних форм землеробства — так званих «комун») призводить до швидкого поширення на селі антирадянських і радикально опозиційних настроїв. Тисячі селян загинули від рук безконтрольно діючих повітових і прифронтових ЧК, каральних загонів і Ревтрибуналів. Бюро українського радянського друку повідомляло про «непотрібну жорстокість ЧК в селах» — про пороття, грабунки, розстріли. Більшовики втрачають позиції в місцевих радах, селяни переходять до активних форм опору. Антибільшовицька «агітація», заворушення, погроми, озброєні виступи, дії повстанських формувань відзначаються в усіх губерніях УРСР. За даними НКВС УСРР, у квітні відбуваються 93 великі виступи. Разом зі швидким зростанням кількості селянських антиурядових виступів, вони отримують усе радикальніші і організовані форми. Активізується «отаманщина». Розгортають діяльність загони Зеленого, Струка, Ангела та інших. За оцінкою Християна Раковського, більшість отаманів активізувалися в першій половині квітня.
Саме створення законодавчих умов і політичних механізмів, які робили недіючою на практиці пряму демократію рад, дозволяли здійснювати у 1919 році більшовицьку аграрну і продовольчу політику в Україні. Радянські органи влади на селі, позбавляючись підтримки мас селянства, швидко розкладалися. Систематичні розпуски опозиційних рад і політичні репресії призводили до остаточного зникнення їх політичної відповідальності. У радах затверджувався склад, що призначався більшовицькими партійними осередками. У радянському апараті усю більшу участь брали різного роду призначенці (переважно московські більшовики), люмпени, кар'єристи і колаборантські елементи села. У більшовицькій політичній риториці тих років це явище дістало назву «комісародержавства». У радянських органах процвітало поголовне пияцтво. Великого розмаху отримала системна корупція, що особливо охопила радянські організації по здійсненню продовольчої монополії. У державному апараті формувалися національно-корпоративні групи.
«…Внаслідок поголовного розгону усіх рад, де не було більшості комуністів, і призначення комуністичних ревкомів і ЧК, загрозливо зростає антисемітська пропаганда.

Настрої селянства формулюються словами: ось дочекалися — чекали більшовиків, а тут якась жидівська комуна».
З листа М. М. Полоза наркомові у справах національностей РСФРР Сталіну, 15 лютого 1919 р. 
Продрозкладка, примусове вилучення продовольства, насадження комун часто здійснювалося активістами і продзагонами, що присилаються з Центральної Росії. Це провокувало зростання антисемітизму і русофобії в середовищі селянства. Для придушення селянського руху, РНК УСРР дедалі більше спиралася на так звані «інтернаціональні» частини, сформовані з некорінного населення (латишів, представників східних народів, привезених в Європейську Росію для роботи на промислових підприємствах, колишніх австро-німецьких військовополонених), — Полтавський румуно-угорський полк, німецький загін «Спартак», Інтернаціональну бригаду, і частини, перекинуті з Центральної Росії (3-я стрілецька дивізія та інші).
РНК УРСР і командування РСЧА не встигали реагувати на швидку зміну ситуації в Україні, прагнучи одночасно досягти декількох амбітних цілей. А саме: отримати з України великі постачання продовольства на безвідплатній основі (що вимагало проведення продрозкладки і продовольчої монополії), розгромити Добровольчу армію в операціях на півдні Донецького басейну і здійснити вторгнення в Європу для підтримки радянського режиму в Угорщині. З останньою метою планувалося використати 6-ту Українську радянську дивізію Григор'єва.
РНК УСРР тривалий час не реагував навіть на прямі звернення Григор'єва, який вказував на зростання селянського невдоволення політикою радянського уряду і на своє особисте несприйняття курсу, що здійснювався
«Населення провокується діями продзагонів. Необхідно відкликати московські продзагони. Політика, що проводиться на місцях, ображає, підбурює проти центральної влади зовсім не лише куркульство, а усі верстви населення»

З телеграми В. Антонова-Овсієнко і О. Шумського голові РНК Х. Раковському, надісланої під враженням відвідування григор'ївских частин наприкінці березня 1919 р.
Зміна настроїв на селі безпосередньо позначалася на ситуації в Українській Червоній армії, основу якої становили повстанські загони. Наприкінці квітня — перших числах травня 1919 року в армії фіксуються численні безлади: довільні реквізиції, «безчинства», мародерство, погроми, аж до антирадянських виступів окремих частин включно.
Якщо в березні — квітні найгострішим було становище в губерніях Центральної України — Київській, Полтавській, Чернігівській, то наприкінці квітня — початку травня, різко загострюється ситуація на Півдні. Частини 6-ї Української радянської дивізії, відведені для переформовування в рідні для них місця Херсонщини і Єлисаветградщини, беруть активну участь в селянських заворушеннях, чинять озброєний опір діям продзагонів, чинять насильства над радянськими активістами. У перших числах травня була паралізована діяльність Херсонського губпродкому, були розігнані Єлисаветградський виконком і партком, розстріляні більшовики, в Миколаєві було оголошено надзвичайний стан, була розігнана Олександрійська ЧК. У Криворізькому повіті розгін більшовицьких рад і вбивства комуністів набули масового характеру. 1-го травня бронепотягом 6-ї Української радянської дивізії було обстріляно Єлисаветград.
2-го травня стався погром єврейського населення на станції Знам'янка, 4—6 травня погроми прокотилися по Єлисаветграду, Олександрії, станції Долинська.

## Хід повстання

### Початок повстання. Універсал.
У цій обстановці наприкінці квітня 1919 року РНК був прийнятий декрет, що скасовував виборність командного складу. 7 травня 1919 року Григор'єв отримав категоричний наказ командарма 3-ї Української червоної армії М. Худякова припинити безлади або скласти повноваження комдива. Чекісти Особливого відділу армії намагалися заарештувати Григор'єва, але були схоплені й розстріляні солдатами, що підштовхнуло його до рішучих дій. У григор'ївських частинах були заарештовані комуністи-політпрацівники, 8 травня 1919 року М. Григор'єв видав Універсал «До народу України і бійців Червоної армії», де закликав до загального повстання проти більшовицької диктатури в Україні та оголосив про цілі своєї боротьби:
Народе український, народе замучений! Жорстока війна з германською коаліцією і державами Антанти вирвала з твоїх сел кращих синів землі.

Міждуусобна війна та гетьманщина кращих синів твоїх загнала в могили та в'язниці. Коли у тебе забракувало сили більше терпіти, ти залишив рало та станок, викопав із землі іржаву рушницю і пішов боронити право своє на землю та волю. Але і тут політичні спекулянти обдурили тебе і хитрими заходами використали твою довірливість: замість землі і волі тобі насильно нав'язують комуну, чрезвичайку і комісарів з московської «обжорки» і тієї землі, де Христа розп'ято було. Ти працюєш день і ніч, ти світиш каганцем, ти ходиш в постолах і штанях з мішка; замість чаю ти п'єш гарячу воду без цукру, але ті, що обіцяють тобі світлу будучність, експлуатують тебе; тобою воюють зі зброєю в руках, забирають твій хліб, реквізують твою скотину і запевняють тебе, що все те на користь народу.
Працьовитий, святий, Божий чоловіче! Подивись на свої мозолясті руки, подивись: навкруги — неправда, брехня і наруга. Ти — цар Землі. Ти — Кормилець Світу, але ж ти — раб, завдяки своїй простоті і доброті святій. Селяни і робітники! Вас 92 відсотки на Україні, а хто керує вами? Все ті ж кровопійці народні.
Народе український! Бери владу в свої руки! Хай не буде диктатури ні окремої особи, ні партії! Хай живе диктатура трудового люду! Хай живуть мозолясті руки селянина та робітника! Геть політичних спекулянтів! Геть насильство справа, геть насильство зліва. Хай живе влада Рад народу України.
Перед вами нова боротьба. Борітеся — поборите.
Я, отаман Григор'єв, і мій штаб голови свої покладемо за право працюючого люду. Для себе ми не шукаємо нічого. Дайте нам піддержку і тим спасете своє право. Ось вам мій наказ: в три дні мобілізуйте всіх тих, хто здатний володіти зброєю, і негайно займайте всі станції, поставте своїх комісарів. Кожна волость, кожне село формуйте отряди і ідіть в своє повітове місто; від кожного повітового міста з ваших отрядів по 400 чоловік кращих бійців пошліть на Київ і по 200 на Харків, коли є зброя — зі зброєю, нема зброї — пошліть з вилами, але наказ мій прошу виконати, і побіда за нами.
Все останнє — я зроблю сам.
Головний штаб наш при мойому штабові. Тільки з вашою піддержкою ми доб'ємося права народу. Негайно організуйте владу народню! В кожному селі виберіть селянську раду, в кожному повіті — повітову раду, в кожній губернії — губерніальну раду. В раду мають бути обрані представники всіх партій, що стоять на радянській платформі і ті, що признають себе безпартійними, але підтримують радянську владу. В склад рад можуть входити представники всіх національностей, пропорціонально їх числу на Україні, себто: для українців предоставляється в раді 80 відсотків місць, для євреїв — 5 і для всіх інших національностей 15 процентів місць. При такому розподіленні не буде засилля ні партій, ні націй. Глибоко вірю, що це буде дійсно влада народна! Хай живе свобода слова, друку, совісті, зібрань, страйку, професії, недоторканість особи, .думки, оселі, переконань та релігії.
Народе Божий! Любіть один одного, не проливайте братерської крові, забудьте партійну ворожнечу, преклоніться перед владикою чесної праці.
Хай живе чесна праця!
Хай згине всяке насильство і влада капіталу! Залізничники, пошта і телеграф — Ви замучились. Зрозумійте нас! Перемога наша — перемога ваша. Народ український завоювань поза межами своєї землі не шукав, але твоїм братам по праці, де б вони не були, завжди поможе і рушницею і останнім шматком хліба. Уряд авантюриста Раковського і його ставлеників просимо йти од нас і не силувати волю народну!
Всеукраїнський з'їзд рад дасть нам уряд, якому ми підляжемо і свято виконаємо його волю.
Я йду вперед, бо так велить народна совість!
Резерв мій — Ти, Народе Український, і від тебе залежить доля твоя!
Всякі вбивства без суду народного, мародерство, безчинство, вторгнення в чужу оселю, незаконні реквізиції, агітація проти окремих національностей присікатися будуть на місці силою народу і зброї. Порядок необхідний — геть сваволю!
Своїми заступниками призначаю товариша Тютюнника, товариша Горбенка і товариша Масенка, котрим довіряю важке завдання.
Отаман партизанів Херсонщини і Таврії Григор'єв.

Помічники отамана: Горбенко, Тютюнник, Терещенко, Масенко, Ясінський, Бондаренко, Павлів.

### Наступ григор'ївців в Центральній Україні
9 травня григорї'вські частини розвернули наступ з району Знам'янка-Олександрія в трьох основних напрямах:
- на Катеринослав (командир Юрій Тютюнник)
- на Київ (командир Павлов)
- на Єлисаветград (командир Горбенко)

окремими загонами — на Одесу й Полтаву.
Групі Павлова 9 — 11 травня вдалося захопити Кременчук, Чигирин, Золотоношу. Місцеві радянські гарнізони приєдналися до повсталих і не допустили евакуації цінностей, зброї і амуніції. У Черкасах до повсталих приєднався 2-й радянський полк. Над Єлисаветградом контроль був установлений 8 травня.
10-14 травня григор'ївцями були захоплені Умань, Помошна, Новомиргород, Тараща, Корсунь, Олександрія, Балта, Ананьїв, Кривий Ріг, Кобеляки, Яготин, П'ятихатки, Христинівка, Літин, Липовець, Гребінка. У Павлограді повстали солдати 14-го полку Червоної Армії. У Козятині перейшов на сторону Григор'єва Ніжинський полк. У Лубнах повстав 1-й полк Червоного козацтва, який розгромив ЧК, в'язницю і банк. Про підтримку Григор'єва оголосила більшовицька партійна організація міста Лубни.
На Катеринославському напрямі 11 травня до повсталих приєднався гарнізон Верхньодніпровська. У штабі 2-ї радянської армії почалася паніка, і він покинув Катеринослав, сховавшись на станції Синельникове. Спроби організувати оборону Катеринославу успіху не мали. Почалася загальна втеча. 12 травня в місті повстав Чорноморський полк матроса Орлова і кінний загін анархіста Максюти; вірні більшовикам частини і радянські установи покинули місто. 15 травня Катеринослав знову було захоплено частинами Червоної армії під командуванням Пархоменко; кожен десятий полонений був ними розстріляний. Напередодні нових розправ, полонені «григор'ївці» здійняли бунт у в'язниці і, об'єднавшись із карними злочинцями, розгромили її, захопили частину міста, і знову впустили загони Григор'єва в Катеринослав.
У зайнятих містах розганялися більшовицькі ради і ЧК, розстрілювалися комуністи. Проходили погроми й вбивства євреїв і росіян. У Єлисаветграді 15 травня «за підтримку комун» було вбито, в тому числі випущеними з в'язниці карними злочинцями, декілька сотень євреїв і росіян; близько 400 чоловік загинули в Умані 13—15 травня; аналогічно — у Кременчуці, Черкасах, Новому Бузі, Олександрії. У Катеринославі і його передмістях було убито до 150 росіян і 100 євреїв.
13 травня на сторону повсталих селян села Христинівка перейшла команда бронепоїзда «Чорноморець № 1», що висунула гасло «Геть жидів і кацапів, хай живе незалежна Україна!»; 15 травня почалося повстання в Білій Церкві, 16 травня повстали матроси Очакова, і тоді ж в Херсоні владу захопив переобраний виконком Рад на чолі з лівими есерами (українськими і російськими), які приєдналися до повстання. На його бік перейшов міський гарнізон — 2-й полк і полк імені Дорошенка. Упродовж двох тижнів Херсон був «незалежною радянською республікою», що боролася проти більшовиків. 16 — 17 травня спалахнуло повстання Уманського гарнізону.
Виявляли антибільшовистські настрої і частини, які не приєдналися до григор'ївців. Радянські частини розганяли ЧК і більшовицькі ради, влаштовували погроми, розстрілювали комуністів. Різко зросло дезертирство, що досягало 30 %. Великою була небезпека переходу усіх українських радянських армій на сторону Григор'єва.
«По суті будь-який наш полк у травні 1919 р. міг підняти проти нас повстання, і часом не завжди було зрозуміло, чому та або інша частина бореться на нашій стороні, а не проти нас».

В. Затонський
Богунський полк 23 травня влаштував погром у місті Золотоноша, солдати полку розстрілювали комуністів. Солдати 1-го і 9-го полків затримували, били і розстрілювали комуністів і євреїв. 22-й і 151-й радянські полки в Радомишлі влаштували масові грабежі і побиття комуністів.
Успіхи григор'ївців викликали активізацію повстанства в усій Україні. Отаман полковник Волинець, скориставшись більшовицьким декретом про мобілізацію, сам мобілізував селян і узяв Гайсин. В середині травня отамановими формуваннями займалися центри повітів Умань (Щигрин, Клименко), Липовець (Магомет), Брацлав (Волинець), Германівка, Обухів (Зелений), Тульчин, Литін. Повстанцями були блоковані Тараща, Фастів, Бердичів. Великі повстання сталися в Балтському, Ольгопольському, Ямпільському повітах.
«…В критичний момент солдатам видали спирт, комісар Кондратюк п'яний валявся в заразному бараці»

З інформаційного повідомлення НКВС УСРР про взяття Гайсина загонами Волинця, травень 1919 р.
20 травня григор'ївці узяли Вінницю і Брацлав. Отамани Орлик, Шепель підтримали Григор'єва. У Миколаєві повстали матроси і солдати гарнізону на чолі з лівими есерами. Вони розігнали ЧК, органи влади, більшовицькі комітети і впустили в місто григор'ївців. Очолили повстання матроси Євграфов і Проскуренко (це повстання в 20-х роках називали Південним Кронштадтом). У Олександрівську солдати Червоної Армії, послані на боротьбу з Григор'євим, заявили, що воювати з ним не будуть, і розігнали ЧК, звільнили повстанців з в'язниць. Так само поступив полк 1-ї Української радянської армії, посланий проти Григор'єва. Його солдати розгромили більшовиків в Бердичеві і Козятині і погрожували «піти на Київ».
«…Серед червоноармійців ходять уперті чутки, що ініціатором повстання є не Григор'єв, а самі селянські маси, невдоволені надзвичайними комісіями і комісарами-„жидами“».

З повідомлення в РНК УССР про настрої на місцях, травень 1919 р. 
Готувалася евакуація радянських установ Києва, Полтави, Одеси. У більшовицькому керівництві обговорювалася можливість створення коаліційного уряду з українськими лівими соціалістичними партіями.

### Перелом. Поразка григор'ївських частин
Для боротьби з повстанням, більшовицький уряд робив надзвичайні заходи: пройшла мобілізація комуністів, робочих, радянських службовців, комсомольців і членів єврейських соціалістичних партій. Близько 10 тисяч солдатів було терміново перекинуто з Росії.
Вже 14 травня три групи військ (30 тисяч солдатів), під командуванням Климента Ворошилова й Олександра Пархоменка, почали загальний контрнаступ з Києва, Полтави і Одеси. 18 травня Рада Оборони Радянської України оголосила терор проти партій українських лівих есерів і українських соціал-демократів «незалежників», як таких, що надихали повстання.
18 травня проти григор'ївців виступили частини під командуванням Махна. Нестор Махно видає відозву «Хто такий Григор'єв?», де називає отамана «розбійником», «контрреволюціонером», «авантюристом», «провокатором-погромником».
У другій половині травня григор'ївських повстанців несподівано швидко вдалося розгромити і локалізувати в степових районах Херсона. 19 травня 1919 року група кременчуцького напряму під командуванням Панаса Єгорова зайняла Кременчук, Дніпровська військова флотилія та батальйон імені Спартака Феофана Ільїна — район Черкас. З півдня наступали частини Павла Дибенка і Пархоменка. З'єднавшись з групою Єгорова, вони зайняли Кривий Ріг, станцію Довгинцеве. Силами трьох червоних військових груп вдалося оточити район повстання.
21 травня григор'ївці зазнали поразки на Київському напрямі. 22 травня червоними була зайнята Олександрія — центр повстання. 23 травня була узята Знам’янка, 26—31 травня частини одеського напряму (командир В. Голубенко) витіснили григор'ївців з Миколаєва, Очакова, Херсона. Херсонський полк повсталих здався, і його командира було розстріляно. Тоді ж були розстріляні найближчі однодумці отамана Григор'єва — Горбенко і Масенко. Наприкінці травня основні сили григор'ївців остаточно переходять до тактики партизанської війни. Юрій Тютюнник з двома тисячами повсталих («Повстанський кіш») відірвався від головних сил Григор'єва і, вийшовши до містечка Шпола, відвів свій загін на з'єднання з силами Симона Петлюри. 14 липня «кіш» Тютюнника влився в армію УНР. З 15—23 тисяч повстанців у отамана залишилися трохи більше трьох тисяч, ще близько двох тисяч пішли до різних дрібних місцевих отаманів, які номінально вважали Григор'єва своїм вождем.

## Підсумки і наслідки

### Політика РНК УСРР після придушення повстання
Після поразки Матвія Григор'єва, уряд УСРР здійснив спробу корекції свого політичного курсу. На вимогу ЦК РКП(б) до складу РНК УСРР були введені представники партії боротьбистів.
Нарощуються зусилля по реорганізації Червоної армії. У червні 1919-го були ліквідовані (приєднані до Збройних сил РФРСР) Українська радянська армія Збройних сил УСРР та Український радянський військовий комісаріат (міністерство). Управління Українського фронту розформовано. За серйозні прорахунки відсторонені командувач Збройними силами УСРР та Українським фронтом В. Антонов-Овсієнко, командувачі трьох українських радянських армій — С. Мацілевський, А. Скачко, Н. Худяков. Війська усіх трьох Українських радянських армій були переформовані в звичайні номерні стрілецькі дивізії єдиної радянської Робітничо-селянської Червоної армії, причому більшість командирів були усунуті від справ або репресовані. 6 червня, попри заяви про відданість «революційній справі», був оголошений «поза законом» Н. Махно, а його начальник штабу і сім командирів розстріляні. Був розстріляний комбриг А. Шарий-Богунський. При спірних обставинах загинули колишні повстанці начдив Н. Щорс, комбриги В. Боженко, Т. Черняк.
РНК УСРР продовжував спроби здійснення «жорсткого курсу»: в Україні не були скасовані хлібна монополія і продрозкладка.

### Причини поразки Григор'єва
В ході григор'ївського повстання була повторена ситуація літа — осені 1918 р. Створені з селян великі військові формування були не стійкі. Зустрівши організований опір супротивника, вони розсипалися на дрібні загони і переходили до партизанської тактики боротьби. У повстанських силах Григор'єва відчувався гострий дефіцит офіцерського складу усіх рівнів («золотопогонників») і військовослужбовців — носіїв культури міста. Таким чином, позначався характерний для «української революції» розрив між містом і селом.
У ході повстання проявилася розрізненість повстанського руху, переважно орієнтованого на харизматичних отаманів. Проти Григор'єва виступили частини Н. Махна, не підтримали Григорьева Щорс, Шарий-Богунський. Х. Раковський вбачав в неузгодженості отаманів причину, що не дозволила повстанню охопити усю Українську Червону армію та всю Україну.
Успіху повстанства не сприяла політична ситуація в Україні. На південному сході України впливовими були анархістські групи, пов'язані з махновським рухом. Маючи непослідовну програму ствердження «вільних рад» і безвладного суспільства, анархісти керувалися рішеннями Курської конференції 1918 р., що висунула гасло розпалювання в Україні «другої» анархічної революції. Н. Махно основну небезпеку бачив в наступі «кадетів» (Добровольчої армії) з південного сходу і різко негативно ставився до антисемітизму.
У центрі і на півночі України домінували політичні течії ліво-есерівської спрямованості. Партії, сформовані есерівськими течіями, соціал-демократи-незалежники та ін. представники лівої частини українського політичного спектру, що домінували на Наддніпрянщині, не вважали існуючі протиріччя з більшовиками за антагоністичні. Ідеологічною основою їх діяльності була концепція «трудової нації», згодом узагальнена в роботі М. Шаповала «Велика революція і українська визвольна програма». Основу національного і соціального поневолення ці партії бачили в пануванні в Україні «чужинського капіталу», який «захоплює у свої руки міста і владу, розвиває на українській землі чужоземну культуру для підпорядкування української», живиться працею українських класів трудящих і позбавленої експлуататорських класів української трудової нації.
Ліве крило українського політикуму навіть в найкритичніші моменти свого конфлікту з РКП(б)-КП(б) У зберігало великий потенціал конформістської співпраці з більшовицьким урядом і завжди було готове до нерівноцінних компромісів. У таких умовах повстанство, позбавлене послідовного політичного керівництва, скочувалася до партизанщини і антисемітських акцій.

### Перегрупування повстанського руху після розгрому дивізії Григор'єва
На початку червня 1919 р. повстанський рух в Україні оформляється в декілька районів, діючі в них загони переважно були пов'язані з окремими лідерами отаманського руху:
- Південний — Григор'єв
- Південно-східну — махновський рух
- Центральну (Київська, частково Полтавська, Чернігівська губернії) — Зелений
- Північну — Струк
- Південно-західну і Західну — Волинець, Тютюнник

При цьому отамани південно-західного напряму орієнтувалися на Директорію УНР, а Григор'єв докладав зусилля до ширшого об'єднання антирадянських сил і встановлював контакти і з УНР і з Добровольчою армією.

### Дестабілізація радянського режиму в Україні
У цілому, григор'ївське повстання не було ізольованим військовим заколотом. Виступ Григор'єва був викликаний зростанням соціально-політичної напруги на селі, спричиненої здійсненням політики «воєнного комунізму» і встановленням більшовицької диктатури. Дії бунтівних частин спровокували загальне селянське повстання проти більшовиків в Україні. Його розмах призвів в травні 1919 р. до загальної кризи режиму УСРР і мав переломне значення для військово-політичної ситуації на Півдні в цілому.
Травневі події змінили морально-психологічну обстановку в Україні, зробивши деморалізуючий вплив на активістів КП(б) У і радянських функціонерів.
«…Населення міста має панічний настрій. Комуністи вимушені працювати ледь не в підпілля. Солдати б'ють лише за належність до партії. Уманський комуністичний загін був змушений заховати зброю і виїхати до Києва. Група місцевих працівників, членів виконкому, євреїв, також як і співробітників ЧК евакуювалися.

Єдиним засобом, здатним поліпшити становище було б, на мою думку, перекидання частин… великоросів в наш район. Залишається додати, що, зрозуміло, ніяка робота на селі у нас зараз не можлива, адже жоден працівник не ризикне виїхати на село, після того, як повстанцями розстрілювалися товариші українці і росіяни як „жидівські наймити“».
З доповіді в ЦК КП(б) У комуніста Кулика з Умані, червень 1919 р.

Створення комітетів бідноти, осередків КП(б) У на селі, підтримка дієздатності існуючих радянських організацій після Григор'ївського повстання виявилися проблематичними. Більшовицький уряд втратив можливість провадити активні наступальні дії на зовнішніх і «внутрішньому», спрямованому проти селянського опору політиці «воєнного комунізму», фронтах Громадянської війни в Україні.
Попри розгром основних сил Григор'єва, радянський тил на південному театрі бойових дій був зруйнований.
«…куркульські банди, повстання, дзвоновий сполошний дзвін, зруйновані мос-ти, напади на склади, постійні зіткнення з окремими загонами і звірячі зни-щення окремих наших людей, зв'язківців, продовольників, агентів санітарної служби».

И. Якір про ситуацію в радянському тилу в Україні влітку 1919 р. 

## Цікаве
Українська журналістка Дарія Гірна на своєму ютуб каналі «Обличчя Незалежності» опублікувала кілька власних розслідувань про розпалювання ненависті до українців у радянському кіно , зокрема про відомий фільм «Весілля в Малинівці» , виявилось що головний антагоніст «отаман Грицько» пародує історію Никифора Григор'єва 